# NGC 3479
NGC 3479 = NGC 3502 ist eine Balken-Spiralgalaxie vom Hubble-Typ SBbc im Sternbild Becher. Sie ist schätzungsweise 195 Millionen Lichtjahre von der Milchstraße entfernt.
Das Objekt wurde im Jahre 1886 von Ormond Stone entdeckt.